# Spirobolus hoplurus
Spirobolus hoplurus är en mångfotingart som beskrevs av Pocock 1893. Spirobolus hoplurus ingår i släktet Spirobolus och familjen Spirobolidae. Inga underarter finns listade i Catalogue of Life.